# Convoi HX 6
Le convoi HX 6 est un convoi passant dans l'Atlantique nord, pendant la Seconde Guerre mondiale. Il part de Halifax au Canada le 25 octobre 1939 pour différents ports du Royaume-Uni et de la France. Il arrive à Liverpool le 10 novembre 1939.

## Composition du convoi
Ce convoi est constitué de 53 cargos :
- Royaume-Uni : 47 cargos
- France : 3 cargos
- Panama : 3 cargos

Un des cargos panaméens (Pénélope) fait immédiatement demi-tour après le départ. Il reste 52 cargos.

## L'escorte
Ce convoi est escorté en début de parcours par :
- les destroyers canadiens : HMCS St. Laurent et HMCS Fraser (en)
- le cuirassé britannique : HMS Resolution

## Le voyage
Les deux destroyers canadiens font demi-tour le 27 octobre. Seul reste le cuirassé pour escorter le convoi. Le 6 novembre, le convoi est rejoint par les destroyers HMS Gipsy, HMS Glowworm, HMS Grenade, HMS Grenville, HMS Warwick (en) et HMS Whirlwind (en). Ils repartent le jour même avec le cuirassé HMS Resolution.
Le convoi arrive sans problème.